# ティーンエージ ミュータント ニンジャ タートルズ トーナメント ファイターズ
『ティーンエージ ミュータント ニンジャ タートルズ トーナメント ファイターズ』 （Teenage Mutant Ninja Turtles: Tournament Fighters） は1993年9月4日にコナミから発売されたセガジェネシス、Super Nintendo Entertainment System（SNES）用ソフト。
同年12月3日には日本のメガドライブ(MD)、スーパーファミコン(SFC)でも発売されたが、SFC版はサブタイトルが『ミュータント ウォーリアーズ』に変更されている。欧州版は他の作品同様に『Teenage Mutant Hero Turtles: Tournament Fighters』とタイトルがNinjaからHeroに変更されている。
翌1994年にはNintendo Entertainment System（NES）でも発売されたが、日本のファミコンでは発売されなかった。
従来のTMNTのゲームシリーズは横スクロールアクションやベルトスクロールアクションが多かったが、本作のゲームジャンルは対戦格闘アクションとなっている。ただし、3機種でゲーム内容はそれぞれ異なる。
2022年8月31日発売の『Teenage Mutant Ninja Turtles: The Cowabunga Collection』に3作とも収録され PlayStation 5、 PlayStation 4、Xbox One、Xbox Series X/S、Nintendo SwitchとPC（Steam）に移植される。

## ジェネシス/メガドライブ版
トーナメントファイターズのセガジェネシス/メガドライブ（MD）版は北米では1993年9月、PAL地域および日本では同年12月にSNES版と同時期にリリースされた。
MD版の音楽は、ゲーム作曲家の東野美紀と安達昌宣が共同で作曲した。

### あらすじ(MD)
師匠のスプリンターがニューヨークを離れ旅に出ている間、のんびりしていたタートルズがテレビを見ていると、クラング皇帝からの挑戦メッセージが届いた。それによるとスプリンターがクラングの造ったタートルズのクローンに誘拐されてしまったらしい。タートルズは仲間のケイシー、エイプリル、レイ・フィレ、武者ビートルと共に、クラングのいる異次元空間「ディメンションX」へと乗り込む。

### ゲームシステム(MD)
ゲームシステムは、標準的な格闘ゲームのシステムとほぼ同じ。バトルは3ラウンドの試合で構成され、先に2勝したプレイヤーが勝者となる（ラウンド数はオプションで変更可能）。MD版は標準の3ボタンコントローラーを使用し、攻撃用のボタンはパンチとキックの2つだけになっている。強パンチ、強キックを実行するには、方向キーを前に入れながら攻撃ボタンを押す必要がある。3番目のボタンは挑発に使用される。必殺技だけでなく超必殺技もあり、ライフゲージ残量が少なくなり、赤い部分が点滅すると使用可能になる。特定の十字キーのコマンドと組み合わせて挑発ボタンを押すことによって発動し、ヒットすれば大ダメージを与えることができる。一部のステージには破壊可能な地形があり、新しいエリアに移行できることがある。
メインの1プレイヤーモードでは、タートルズとその仲間がディメンションXのさまざまな惑星に移動し、クラングからスプリンターを救出するために自分たちのクローンと戦う。プレイヤーはキャラクターを選択した後、パワーとスピードを調整できる。8体のクローンを倒した後、3体のボスと戦う。
2人で対戦を行う2プレイヤーズモード、1ラウンドの試合でコンピューターと対戦するプラクティスモード、1つのライフゲージで88人の対戦相手を倒さなければならないトーナメントモードがある。

### キャラクター(MD)
MD版には、4人のタートルズとその仲間4人の合計8人のプレイアブルキャラクターと3体のボス専用キャラクターが登場する。『Teenage Mutant Ninja Turtles: The Cowabunga Collection』では拡張機能でボスを使用できる。
レオナルド（LEONARDO）
タートルズのリーダー。地走波、ローリングカッター、ジャンピングスタッドの技を使う。
ラファエロ（RAPHAEL）
タートルズのメンバー。サイスラッシュ、ラフスパーク、ドリルアタックの技を使う。
ドナテルロ（DONATELLO）
タートルズのメンバー。真空波、ドナサマー、棒技おぼろ打ちの技を使う。
ミケランジェロ（MICHAELANGELO）
タートルズのメンバー。マイキーハリケーン、Wヌンチャク、マイキータックルの技を使う。
ケイシー・ジョーンズ (CASEY JONES)
マスクをかぶり、アイスホッケーのスティックを武器に戦う武術の達人。
エイプリル・オニール (APRIL O'NEIL)
他の作品では誘拐されて救助される役割が多いが、本作では一転して戦闘キャラクターとなっている。忍者の格好をしており、様々な忍術を使う。
レイ・フィレ (RAY FILLET)
アーチー・コミック『ティーンエイジ ミュータント ニンジャ タートルズ アドベンチャーズ』出身のキャラクターでエイのミュータント。元海洋生物学者。
武者ビートル (MUSHA BEETLE、北米版ではSISYPHUS)
本作オリジナルキャラクターでカブトムシのミュータント。
トリケラトン (TRICERATON)
ボスキャラクター。トリケラトプスのミュータント。
クランロボ (KRANG'S ANDROID)
ボスキャラクター。皇帝クラングの操るアンドロイド。
カライ (KARAI)
本作の最終ボス。クラングを操っていた真の黒幕。ゲームがリリースされた1993年当時はミラージュ・スタジオの原作コミックにのみ登場していた。

## SNES/スーパーファミコン版
SNES版のトーナメントファイターズは、ジェネシス版と同時期にリリースされた。タイトルは同じだが登場キャラクターやゲームシステム等は異なる。
後に日本のスーパーファミコン(SFC)で『ティーンエージ ミュータント ニンジャ タートルズ ミュータント ウォリアーズ』とタイトルを変更してリリースされた。日本版はいくつかの変更点があり、アスカの衣装はSNES版はお尻が隠れているがSFC版はTバックになっており、勝利時のアニメーションも新しくなっている。タートルズはティーンエイジャーのように聞こえ、キャラクターのアイコンが異なる。

### あらすじ(SFC)
トーナメント
チャンネル6でエイプリルがアシスタントを務める「トーナメントファイターズ」という番組が放送された。ルール無用の究極のバトルを謳い、多くのファイターが参加することが発表されたが、その中には宿敵のシュレッダーもいた。タートルズは、トーナメントでシュレッダーの悪だくみを阻止し、修行の成果を発揮するためトーナメントファイターズに参加することにした。
ストーリーバトル
シュレッダーが倒されて平和が訪れたかに思われたが、エイプリルが失踪したというニュースが流れた。そして、タートルズのアジトに矢文が届く。エイプリルとシュレッダーを誘拐した犯人「カライ」はシュレッダーエリート団の仲間になるように要求してきた。タートルズはの挑戦を受けるためにカライに挑む。タートルズは、タートルシップ（飛行船）で米国中を移動し、他のファイターを打ち負かして情報を収集する。

### ゲームシステム(SFC)
SFC版の操作は、弱パンチ、強パンチ、弱キック、強キックの4つのボタンを使用する。プレイヤーは対戦相手を攻撃することで、ライフゲージの下の緑色の超必殺技ゲージを溜めることができる。超必殺技ゲージMAX時に強P＋強Kボタンを同時に押すことで超必殺技を発動できる。超必殺技ゲージは時間経過で減少する。
オプションモードでは難易度、キーアサイン、ゲームスピードの変更などができる。
メインのトーナメントとVSバトルに加えて、タートルズがカライに誘拐されたエイプリル・オニールとスプリンターを救出するストーリーバトルモードがある。プレイできるのはタートルズの4人だけで、他のキャラクター（およびタートルズのクローン）は対戦相手として登場する。ストーリーモードでは超必殺技は使えない。コンピューター制御のキャラクター同士の戦いを観戦するウォッチモードもある。

### キャラクター(SFC)
使用可能なキャラクターは10人、ボスは2人。ボス2体は裏技を使うことで対戦モードで使用可能。MD版と比較するとタートルズの4人とカライ以外のキャラクターは総入れ替えとなっている。
レオナルド（LEONARDO）
タートルズのリーダーでカタナブレードで戦う。エンドレススクリュー、シャイニングカッター、シャイニングブレードの必殺技と百烈百歩神拳の超必殺技を使う。
ミケランジェロ（MICHAELANGELO）
ピザが好きなタートルズでヌンチャクで戦う。ライジングサンダー、ダイナマイトボンバー、ドラゴンブレスの必殺技とオーガ ラッシュの超必殺技を使う。
ラファエル（RAPHAEL）
いつも冷静なタートルズでサイで戦う。チェストバスター、ジャンボリー、ドリルアタックの必殺技とアトミック エナジーの超必殺技を使う。
ドナテルロ（DONATELLO）
天才肌のタートルズで棒で戦う。百烈突き、ダンスアタック、グランドクローの必殺技と龍波動の超必殺技を使う。
ウォー（WAR）
大きな爪を持つ巨大な紫色の生き物で、『ティーンエイジ ミュータント ニンジャ タートルズ アドベンチャーズ』の黙示録の4人の騎手の1人。ゲームのトーナメントモードではエイリアンで、ストーリーモードではタートルズによるミュータントであると言われている。
アスカ（ASKA）
日本の京都出身で、自分の道場を開こうとしている女の子。苦無を武器に戦う忍者。三好威正によって作成されたゲームオリジナルキャラクター。映画『ミュータント・ニンジャ・タートルズ3』のミツ姫に触発され制作されたが、映画版の評判が悪かったために名前が変更された 。
ウィングナット（W.NUT）
アーチー・コミックシリーズのいくつかの号、およびアニメシリーズのエピソードに登場した人型のエイリアンバット。
クロームドーム（C.DOME）
アニメシリーズのアンドロイドで、当初はタートルズを破壊するためにシュレッダーによって造られた。
アーマゴン（ARMGON）
未来からやってきたサメのミュータント。アーチー・コミックシリーズから。
サイバーシュレッダー（C.SHRD）
自らをサイバー化し、パワーアップしたシュレッダー。オーラクラッシュ、オーラクラッシャー、オーラバリアーの必殺技とライトニング プレッシャーの超必殺技を使う。
ラットキング (R.KING)
ボスキャラクター。突然変異していないのに、人間性を捨てて自分をネズミだと思っている狂った男。
カライ (KARAI)
ボスキャラクター。シュレッダーエリート団を率いている。

## NES版
トーナメントファイターズのNES版は、1994年に北米とPAL地域向けにコナミがリリースした最後のゲームだった。他の機種用と異なり日本ではリリースされていない。格闘ゲームブームの間にNES向けにリリースされた数少ない格闘ゲームの1つだった。
1人プレイ用のストーリーモードでは、4人のタートルズ（レオナルド、ラファエル、ミケランジェロ、ドナテルロ）のいずれかをプレイヤーが操作し、シュレッダーの挑戦に誰が適しているかを競う。最初の3人の対戦相手を倒した後、プレーヤーはケイシー・ジョーンズ、ホットヘッドと戦い、最後にシュレッダーとの決戦に挑む。ストーリーモードに加えて、ゲームには2種類のバーサスモード（1つは対CPU用、もう1つはプレイヤー対プレイヤー）と、4人のプレーヤーのトーナメントモードもある。ゲームの難易度やゲームスピードを変更できるオプションモードも利用できる。
各キャラクターには、基本的なパンチとキックのテクニックの独自のレパートリーと、コマンドベースの必殺技がある。戦闘中、スプリンターの顔をしたフライングモニターが登場することがあり、ステージの中央に赤いファイヤボールのアイテムが落とされ、どちらのファイターも取得できる。ファイヤボールを取得後、コマンドを入力することで飛び道具で攻撃できる。
NES版では、ホットヘッド以外のキャラはクローンキャラと戦うことができる。ホットヘッドは「Vs.CPU」モードでこの制限を回避することができる。2番目のホットヘッドは、ゲーム内のすべての同じキャラクターの2Ｐキャラと同様に、異なる色になるが、両方のキャラクターのサイズが大きいため、ちらついてしまう。『Teenage Mutant Ninja Turtles: The Cowabunga Collection』では拡張機能でホットヘッド同士で戦うことができたり、ちらつきを無効にできる。

### キャラクター(NES)
ストーリーモードではタートルズの4人のみ使用可能。VSモードではボスも使用できる。MD版、SFC版では武器を使うキャラクターもNES版では素手の格闘で戦う。
レオナルド（LEO）
タートルズのリーダーで青いアイマスクをしている。必殺技はトルネードスピニングキック。
ラファエロ（RAPH）
タートルズのメンバーで怒りっぽい性格。赤いアイマスクをしている。必殺技はタートルドリル。
ミケランジェロ（MIKE）
タートルズのメンバーで黄色のアイマスクをしている。必殺技はカンガルーキック。
ドナテルロ（DON）
タートルズのメンバーで紫のアイマスクをしている。必殺技はヒールドロップ。
ケイシー・ジョーンズ（CASEY）
ホッケーマスクをした人物。必殺技はサマーソルトキックとスパイラルアタック。
ホットヘッド（HOT）
漫画およびアクションフィギュア『ティーンエイジ ミュータント ニンジャタートルズ アドベンチャーズ』のドラゴンウォリアーに基づくキャラクター。必殺技はファイヤーブレス。
シュレッダー（SHRED）
最終ボス。必殺技はエクスプロージョンパンチとバーストアタック。

## 評価
イギリスでは、1994年1月に最も売れたSNESゲームだった。
SNES版は肯定的な評価を受けたが、Genesis版は賛否両論だった。1993年、アスカはエレクトロニック・ゲーミング・マンスリーの「戦う女性トップ10」で4位にランクインした。 同じ号ではGenesis版に平均的な評価をし、「アニメーションパターンは乏しく、ファイターは魅力的ではない。ゲームのステージも暗い。」とSNES版ほど良くないことを指摘した。メガマガジンは、Genesis版の、遅いゲームプレイと操作性の悪さを批判し、「ストリートファイターII以外のすべてを借りた、刺激のない格闘ゲームだ」と述べた平凡なレビュースコアを与えた。GameProマガジンは、SNES版の評価（5段階中）をグラフィックスで4.5、サウンドで4.5、コントロールで5.0、ファンファクターで5.0としている 。Game FanはSNES版を369/400点、Genesis版を248/400点と評価した。SNES ForceはSNES版に90％のスコアを与えた。
1995年、イギリスのゲーム雑誌のトータル！はSNES版についてトップ100のSNESのゲームで61位とし、「スーパーストリートファイターIIではないが、ほぼそれに近い。これは、ライセンスであることを考えると、驚くほど優れた格闘ゲームだ」と評価した。